# Stupido (Gazzelle)
Stupido è un singolo del cantautore italiano Gazzelle, pubblicato il 9 maggio 2025 come primo estratto dalla riedizione digitale del quinto album in studio Indi.

## Descrizione
Il brano è scritto dallo stesso cantautore, che ha anche curato la produzione con Federico Nardelli.

## Tracce
Testi di Flavio Bruno Pardini, musiche di Flavio Bruno Pardini e Federico Nardelli.
1. Stupido – 3:10

## Formazione
- Gazzelle – voce, produzione
- Federico Nardelli – programmazione, produzione

## Classifiche
| Classifica (2025) | Posizione massima |
| ----------------- | ----------------- |
| Italia            | 75                |